# Olimpíada d'escacs de 1970
L'Olimpíada d'escacs de 1970 fou la 19a edició de les olimpíades d'escacs. Va tenir lloc entre el 5 i 27 de setembre de 1970, a Siegen, Alemanya Occidental, i va incloure un torneig d'escacs obert per equips així com el congrés anual de la FIDE.
L'equip sovièticm amb sis Grans Mestres, i liderat pel campió del món Borís Spasski, va acomplir amb les expectatives i va guanyar la seva desena medalla d'or consecutiva, tot i que només per un sol punt respecte a Hongria i Iugoslàvia que foren plata i bronze, respectivament.

## Resum del torneig
Al local Siegerland Hall, un total de 64 equips es varen registrar per disputar el torneig. Malauradament, per espai i el format del model de la FIDE va significar que només 60 podien ser acomodats, i per això quatre equips foren refusats ''in situ'' per la data límit d'inscripció. Aquests quatre equips eren: Argentina, França, Equador i Veneçuela. Quan Panamà es va retirar de la competició, l'Argentina va prendre el seu lloc.
El torneig va arrencar com a sistema de tots contra tots en dues etapes. Sis grups preliminars de 10 equips cada un determinarien la composició final de cinc grups de 12 equips cada un, d'on els dos primers de cada grup anirien a la Final A, el tercer i quart a la Final B, etc. Es digué que molts dels aspectes d'aquest sistema foren insatisfactoris, tanmateix, i es va manifestar de diverses de maneres.
Com era de costum, el congrés de FIDE també tenia lloc en l'Olimpíada i la notícia important va concernir en la jubilació del President Folke Rogard després 21 anys al càrrec. Fou reemplaçat per l'exCampió del món Max Euwe i esdevingué una decisió universalment popular. Un altre l'assumpte important era la presentació d'un sistema nou proposat per l'atorgament dels títols de GM i IM; el congrés va adoptar unànimement l'informe entregat per un comitè compost pel gran jugador Svetozar Gligorić, el professor Arpad Elo i el vicepresident de la FIDE Dorazil.
El torneig fou assistit pel públic molt bé, particularment en el dia que l'actual campió del món Boris Spassky va jugar contra el futur campió Bobby Fischer, amb un estimació de 3.000 espectadors.

## Actuacions individuals
El campió del món Boris Spassky va tenir la millor puntuació del primer tauler (79,17%) i va guanyar un vestit com a premi. Molt proper, Bobby Fischer va acabar segon amb 76,9% i Bent Larsen un tercer amb 76,5%.
Tigran Petrosian va ampliar la seva increïble carrera de 90 partides en olimpíades com a imbatut (58 victòries i 32 taules).
Viktor Korchnoi va perdre només una partida, derrotat per l'espanyol Díez del Corral. No hi va haver cap explicació satisfactòria de per què (que no jugués) el capità d'equip Paul Keres o perquè els companys de l'equip de Korchnoi no podien haver telefonat a la seva habitació quan varen notar que feia uns quants minuts tard.
Oscar Panno va fer taules en un rècord de 15 partides; tanmateix això podia ser parcialment explicat pel seu allotjament. Siegen és un lloc petit i molts dels competidors varen ser allotjats als voltants. Quan Korchnoi va preguntar on estava allotjat Panno, la seva resposta fou "en un camp pur".

## Resultats

### Preliminars
Cap resultat preliminar d'u-contra-u es va aplicar, ja que cap equip es va enfrontar més d'una vegada amb el mateix equip. Tots els grups preliminars i les finals varen ser jugats pel sistema de tots contra tots. Els resultats varen ser:
- Grup 1: 1. Unió soviètica, 2. Espanya, 3. Polònia, 4. Austràlia, 5. Tunísia, 6. Grècia, 7. Perú, 8. República dominicana, 9. Illes Faroe, 10. Mònaco.
- Grup 2: 1. Iugoslàvia, 2. Canadà, 3. Indonèsia, 4. Mongòlia, 5. Anglaterra, 6. Iran, 7. Suïssa, 8. Luxemburg, 9. Andorra, 10. Hong Kong.
- Grup 3: 1. Alemanya Occidental, 2. Estats Units, 3. Països Baixos, 4. Finlàndia, 5. Bèlgica, 6. Brasil, 7. Mèxic, 8. Japó, 9. Turquia, 10. Illes Verges Britàniques.
- Grup 4: 1. Romania, 2. Hongria, 3. Dinamarca, 4. Suècia, 5. Filipines, 6. Itàlia, 7. Irlanda, 8. Líban, 9. Marroc, 10. Guernsey.
- Grup 5: 1. Argentina, 2. Txecoslovàquia, 3. Israel, 4. Cuba, 5. Noruega, 6. Escòcia, 7. Singapur, 8. Portugal, 9. Malta, 10. Rhodèsia.
- Grup 6: 1. Alemanya Occidental, 2. Bulgària, 3. Àustria, 4. Colòmbia, 5. Islàndia, 6. Puerto Rico, 7. Sud-àfrica, 8. Albània, 9. Nova Zelanda, 10. Xipre.

### Finals
| #  | País           | Jugadors                                                      | Punts | MP | U-contra-u |
| -- | -------------- | ------------------------------------------------------------- | ----- | -- | ---------- |
| 1  | Unió Soviètica | Spasski, Petrossian, Kortxnoi, Polugaievski, Smislov, Hèl·ler | 27½   |    |            |
| 2  | HUN            | Portisch, Lengyel, Bilek, Forintos, Csom, Ribli               | 26½   |    |            |
| 3  | Iugoslàvia     | Gligorić, Ivkov, Matulović, Matanović, Parma, Minić           | 26    |    |            |
| 4  | Estats Units   | Fischer, Reshevsky, Evans, Benko*, Lombardy, Mednis           | 24½   |    |            |
| 5  | Txecoslovàquia | Hort, Filip, Jansa, Smejkal, Přibyl, Blatný                   | 23½   |    |            |
| 6  | RFA ·          | Unzicker, Schmid, Darga, Hecht, Mohrlok, Klundt               | 22    |    |            |
| 7  | Bulgaria       | Bobotsov, Tringov, Padevsky, Popov, Radulov, Kolarov          | 21½   | 10 | 2½         |
| 8  | Argentina      | Najdorf, Panno, Bolbochán, Quinteros, Rubinetti, Juárez       | 21½   | 10 | 1½         |
| 9  | RDA            | Uhlmann, Malich, Liebert, Hennings, Zinn, Baumbach            | 19    |    |            |
| 10 | Romania        | Gheorghiu, Ciocâltea, Ghiţescu, Ungureanu, Mititelu, Reicher  | 18½   |    |            |
| 11 | Canadà         | Yanofsky, Suttles, Vranesic, Witt*, Amos, Füster*             | 17½   |    |            |
| 12 | Espanya        | Pomar, Díez del Corral, Torán, Medina, Calvo, Bellón López    | 16    |    |            |
- nascut hongarès

| #  | País          | Punts | MP | U-contra-u |
| -- | ------------- | ----- | -- | ---------- |
| 13 | Israel        | 27    |    |            |
| 14 | Polònia       | 25    |    |            |
| 15 | Austràlia     | 24½   |    |            |
| 16 | Mongolia      | 23½   |    |            |
| 17 | Suècia        | 23    | 13 | 2½         |
| 18 | Països Baixos | 23    | 13 | 1½         |
| 19 | Dinamarca     | 22    |    |            |
| 20 | Finlàndia     | 21½   |    |            |
| 21 | Cuba          | 20    |    |            |
| 22 | Àustria       | 19½   |    |            |
| 23 | Colòmbia      | 18    |    |            |
| 24 | Indonèsia     | 17    |    |            |
| #  | País        | Punts | MP |
| -- | ----------- | ----- | -- |
| 25 | Anglaterra  | 30    |    |
| 26 | Filipines   | 27½   |    |
| 27 | Islàndia    | 26    |    |
| 28 | Brazil      | 25½   |    |
| 29 | Noruega     | 24    |    |
| 30 | Itàlia      | 22½   |    |
| 31 | Greece      | 20    |    |
| 32 | Iran        | 19    |    |
| 33 | Bèlgica     | 18½   | 10 |
| 34 | Escòcia     | 18½   | 9  |
| 35 | Tunisia     | 17½   |    |
| 36 | Puerto Rico | 14½   |    |
| #  | País                 | Punts | MP |
| -- | -------------------- | ----- | -- |
| 37 | Suïssa               | 29½   |    |
| 38 | Albania              | 28    |    |
| 39 | Perú                 | 27½   |    |
| 40 | Singapur             | 26½   |    |
| 41 | Portugal             | 24½   |    |
| 42 | Irlanda              | 23½   |    |
| 43 | RSA                  | 22½   |    |
| 44 | Mèxic                | 21    |    |
| 45 | Líban                | 17    |    |
| 46 | Luxemburg            | 15½   |    |
| 47 | Japó                 | 15    |    |
| 48 | República Dominicana | 13½   |    |
| #  | País                     | Punts | MP |
| -- | ------------------------ | ----- | -- |
| 49 | Nova Zelanda             | 36    |    |
| 50 | Rhodèsia                 | 28    | 17 |
| 51 | Turquia                  | 28    | 16 |
| 52 | Malta                    | 27½   |    |
| 53 | Hong Kong                | 26    |    |
| 54 | Marroc                   | 25    |    |
| 55 | Illes Fèroe              | 19    |    |
| 56 | Andorra                  | 18    |    |
| 57 | Xipre                    | 16    |    |
| 58 | Illes Verges Britàniques | 15    |    |
| 59 | Guernsey                 | 13    |    |
| 60 | Mònaco                   | 12½   |    |

### Medalles individuals
- Tauler 1: Borís Spasski 9½ / 12 = 79.2%
- Tauler 2: Borislav Ivkov 10 / 13 = 76.9%
- Tauler 3: William Hartston 12½ / 16 = 78.1%
- Tauler 4: Aleksandar Matanović 10 / 12 = 83.3%
- 1a reserva: William Lombardy 11 / 14 = 78.6%
- 2a reserva: Samuel Estimo 8 / 10 = 80.0%

### Millor partida
El premi a la 'Millor partida' se l'emportà Lothar Schmid (Alemanya Occidental) - Anton Kinzel (Àustria) jugat a les preliminars.